# Gries (Gemeinde Virgen)
Gries ist eine Rotte in der Gemeinde Virgen (Osttirol). Der Ortsbestandteil wurde 1991 von 42 Personen bewohnt und wird zur Fraktion Niedermauern gezählt.

## Geographie
Gries ist neben der Rotte Niedermauern und dem Weiler Rain einer der drei Ortsbestandteile von Niedermauern. Gries liegt beidseitig der Isel in 1106 Metern Höhe an einer Straße, die von Niedermauern über Gries und Rain bis zur Fraktion Welzelach führt. Gries beherbergte 1991 insgesamt acht Häuser mit sieben land- und forstwirtschaftlichen Betriebsstätten. Das Land Tirol verzeichnet derzeit für Gries ein Café, einen Fischteich und ein Schotterwerk sowie neun Hofstellen aus. Dies sind die Hofstellen Brunner (Niedermauern-Gries Nr. 4), Göbl bzw. Heisl (Nr. 6), Innergasperer (Nr. 7) und Außergasperer (Nr. 8) im Kern der Rotte, die östlich hiervon liegenden Höfe Häusler (Nr. 11), Krienhuber (Nr. 12) und Urberer (Nr. 13) sowie der Schwaigerhof (Nr. 16) und der Hof Stampfer (Nr.  18 und 19) am gegenüberliegenden Ufer der Isel.

## Geschichte
Gries wurde von der Statistik Austria lange Zeit nicht eigens genannt, sondern bei Niedermauern miteingerechnet. Erst im Zuge der Volkszählung 1951 wurde Gries separat ausgewiesen, wobei der Ortsbestandteil aus 11 Häusern mit 65 Bewohnern bestand. 1961 wurden von den Statistikern für Gries 12 Häuser mit 58 Einwohnern ausgewiesen, 1971 waren es acht Häuser mit 43 Einwohnern. 1981 lebten in den acht ausgewiesenen Gebäuden 49 Menschen, wobei insgesamt 10 Haushalte bestanden. 1991 wies die Statistik Austria für Gries acht Gebäude mit neun Haushalten und einer Wohnbevölkerung von 42 Personen aus, wobei die Einwohnerzahl für Gries in diesem Jahr letztmals ausgewiesen wurde.

## Bauwerke
Die denkmalgeschützte Nepomukkapelle wurde 1818 an der Straße zwischen Virgen und Welzelach anstelle eines Nepomuk-Bildstocks errichtet. Die Kapelle besitzt einen polygonalen Schluss, ein schindelgedecktes Satteldach mit Dachreiter und eine geschwungene Giebelfassade. Sie beherbergt einen gotisierenden Altar mit einem Gemälde des heiligen Nepomuk aus dem Jahr 1818.